# Koszmosz–389
A Koszmosz–389 (oroszul: Космос–389) szovjet Celina–D típusú rádióelektronikai felderítő műhold volt. Ez volt a Celina–D műholdtípus első indítása.

## Jellemzői
Az OKB–586 tervezőiroda Celina–D típusú (GRAU-kódja: 11F619) rádióelektronikai felderítő műholdja, melynek feladata a rádióelektronikai berendezések paramétereinek és működési jellemzőinek a vizsgálata volt. A felderítési adatokat a műhold tárolta, majd a Szovjetunió területén lévő földi állomásra továbbította.
1970. december 18-án indították a Pleszeck űrrepülőtér 43-as indítóállásából egy Vosztok–2M (8А92М) típusú hordozórakétával. Az alacsony Föld körüli pályára állított műhold keringési ideje 98,1 perc, a pályasík elhajlása 81,2° volt. Az enyhén elliptikus pálya perigeuma 642 km, apogeuma 687 km.
A műhold élettartama hat hónap volt. Aktív működését követően pályája fokozatosan süllyedt, majd 2003. november 24-én belépett a légkörbe és megsemmisült.